# جان هیتینگا
جان خایسبرت الن «جانی» هیتینگا (هلندی: John Gijsbert Alan "Johnny" Heitinga؛ زادهٔ ۱۵ نوامبر ۱۹۸۳) بازیکن سابق و سرمربی کنونی فوتبال اهل هلند است.
او سابقه عضویت در تیم ملی فوتبال هلند را نیز دارد.

## آمار و اطلاعات

### ملی
| تیم ملی هلند | تیم ملی هلند | تیم ملی هلند |
| سال          | تعداد بازی   | گل زده       |
| ------------ | ------------ | ------------ |
| ۲۰۰۴         | ۱۲           | ۱            |
| ۲۰۰۵         | ۴            | ۰            |
| ۲۰۰۶         | ۸            | ۱            |
| ۲۰۰۷         | ۷            | ۱            |
| ۲۰۰۸         | ۱۲           | ۳            |
| ۲۰۰۹         | ۷            | ۰            |
| ۲۰۱۰         | ۱۵           | ۰            |
| ۲۰۱۱         | ۹            | ۱            |
| ۲۰۱۲         | ۱۱           | ۰            |
| ۲۰۱۳         | ۲            | ۰            |
| مجموع        | ۸۷           | ۷            |

### گل‌های ملی
| گل | تاریخ           | ورزشگاه                             | حریف          | گل  | نتیجه | رقابت                               |
| -- | --------------- | ----------------------------------- | ------------- | --- | ----- | ----------------------------------- |
| ۱  | ۲۸ آوریل ۲۰۰۴   | Philips Stadion, آیندهوون, هلند     | یونان         | ۳–۰ | ۴–۰   | بازی دوستانه                        |
| ۲  | ۱ ژوئن ۲۰۰۶     | Philips Stadion, آیندهوون, هلند     | مکزیک         | ۱–۱ | ۲–۱   | بازی دوستانه                        |
| ۳  | ۶ ژوئن ۲۰۰۷     | ورزشگاه راجامانگالا, بانکوک, تایلند | تایلند        | ۰–۲ | ۱–۳   | بازی دوستانه                        |
| ۴  | ۶ فوریه ۲۰۰۸    | Poljud Stadium, اسپلیت, کرواسی      | کرواسی        | ۰–۱ | ۰–۳   | بازی دوستانه                        |
| ۵  | ۲۶ مارس ۲۰۰۸    | ورزشگاه ارنست هاپل, وین, اتریش      | اتریش         | ۳–۲ | ۳–۴   | بازی دوستانه                        |
| ۶  | ۱۰ سپتامبر ۲۰۰۸ | ورزشگاه فیلیپ دوم, اسکوپیه, مقدونیه | مقدونیه شمالی | ۰–۱ | ۱–۲   | مرحله مقدماتی جام جهانی ۲۰۱۰        |
| ۷  | ۲ سپتامبر ۲۰۱۱  | Philips Stadion, آیندهوون, هلند     | سان مارینو    | ۳–۰ | ۱۱–۰  | مرحله مقدماتی جام ملت‌های اروپا ۲۰۱۲ |

## افتخارات

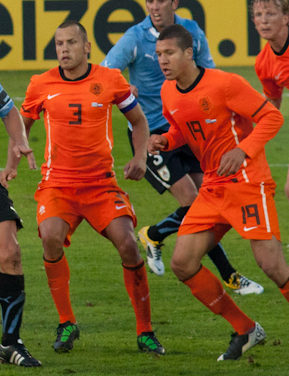
هایتینخا (چپ) با جفری بروما

### باشگاهی
آژاکس
- لیگ برتر فوتبال هلند: ۰۲–۲۰۰۱، ۰۴–۲۰۰۳
- جام حذفی فوتبال هلند: ۰۲–۲۰۰۱، ۰۶–۲۰۰۵، ۰۷–۲۰۰۶
- سوپر جام فوتبال هلند: ۲۰۰۲، ۲۰۰۵، ۲۰۰۶، ۲۰۰۷

### ملی
هلند
- جام جهانی فوتبال: نایب قهرمان ۲۰۱۰